# Ekkehard Fasser
Ekkehard Fasser (Glarona, 3 settembre 1952 – 9 aprile 2021) è stato un bobbista svizzero.

## Biografia
Ai XV Giochi olimpici invernali (edizione disputatasi nel 1988 a Calgary, Canada) vinse la medaglia d'oro nel bob a quattro con i connazionali Marcel Fässler, Kurt Meier e Werner Stocker, partecipando per la nazionale svizzera, superando la nazionale sovietica e la tedesca orientale. Il tempo totalizzato fu di 3:47.51 con un distacco di minimo rispetto alle altre classificate: 3:47.58 e 3:48.26 i loro tempi. Inoltre ai campionati mondiali vinse una medaglia d'oro nel 1983, nel bob a quattro con Hans Märcy, Kurt Poletti e Rolf Strittmatter.